# Face the Heat
Face the Heat – dwunasty studyjny album Scorpions wydany w roku 1993. Jest to pierwszy album zespołu, na którym zagrał basista Ralph Rieckermann, zastępując Francisa Buchholza.

## Lista utworów
1. "Alien Nation" – 5:44
2. "No Pain No Gain" – 3:55
3. "Someone To Touch" – 4:28
4. "Under the Same Sun" – 4:52
5. "Unholly Alliance" – 5:16
6. "Woman" – 5:56
7. "Hate To Be Nice" – 3:33
8. "Taxman Woman" – 4:30
9. "Ship of Fools" – 4:15
10. "Nightmare Avenue" – 3:54
11. "Lonely Nights" – 4:44
12. "Destin" – 3:17
13. "Daddy's Girl" – 4:17

## Twórcy albumu
- Klaus Meine – wokal
- Rudolf Schenker – gitara rytmiczna
- Matthias Jabs – gitara solowa
- Ralph Rieckermann – gitara basowa
- Herman Rarebell – perkusja
- Bruce Fairbairn – producent